# Bodenseehinterland zwischen Salem und Markdorf
Das FFH-Gebiet Bodenseehinterland zwischen Salem und Markdorf ist ein im Jahr 2005 durch das Regierungspräsidium Tübingen nach der Richtlinie 92/43/EWG (Fauna-Flora-Habitat-Richtlinie) angemeldetes Schutzgebiet (Schutzgebietskennung DE-8221-342) im deutschen Bundesland Baden-Württemberg. Mit Verordnung des Regierungspräsidiums Tübingen zur Festlegung der Gebiete von gemeinschaftlicher Bedeutung vom 5. November 2018 (in Kraft getreten am 11. Januar 2019), wurde das Schutzgebiet ausgewiesen.

## Lage
Das rund 405 Hektar große Schutzgebiet Bodenseehinterland zwischen Salem und Markdorf gehört naturräumlich zum Bodenseebecken. Seine zehn Teilflächen liegen auf einer Höhe von 401 bis 563 m ü. NHN und erstrecken sich in den zum Bodenseekreis gehörenden Gemeinden Bermatingen, Daisendorf, Immenstaad, Oberteuringen, Salem und Uhldingen-Mühlhofen sowie den Städten Friedrichshafen, Markdorf und Meersburg.
Die Teilflächen umfassen den Bereich zwischen Mühlhofen im Nordwesten, der Rotach im Osten und dem Bodensee im Süden.

## Schutzzweck
Wesentlicher Schutzzweck ist die Erhaltung der Weiher, Moore und Wälder im Hinterland des Bodensees.

### Lebensraumtypen
Die Vielfalt von feuchtigkeitsgeprägten Lebensraumtypen sind Zeugnis einer glazialen und postglazialen Landschaftsentwicklung sowie einer traditionellen Landnutzung. Das Schutzgebiet zeichnet sich hauptsächlich durch folgende Lebensräume aus: Mischwald (29 %), feuchtes und mesophiles  Grünland (28 %), Laubwald (28 %) und Binnengewässer (5 %).
Folgende Lebensraumtypen nach Anhang I der FFH-Richtlinie kommen im Gebiet vor:
| EU Code | * | Lebensraumtyp (offizielle Bezeichnung)                                                                              | Kurzbezeichnung                                       |
| ------- | - | --- | ----------------------------------------------------- |
| 3130    |   | Oligo- bis mesotrophe stehende Gewässer mit Vegetation der Littorelletea uniflorae und/oder der Isoëto-Nanojunceata | Nährstoffarme bis mäßig nährstoffreiche Stillgewässer |
| 3150    |   | Natürliche eutrophe Seen mit einer Vegetation des Magnopotamions oder Hydrocharitions                               | Natürliche nährstoffreiche Seen                       |
| 3260    |   | Flüsse der planaren bis montanen Stufe mit Vegetation des Ranunculion fluitantis und des Callitricho-Batrachion     | Fließgewässer mit flutender Wasservegetation          |
| 6410    |   | Pfeifengraswiesen auf kalkreichem Boden, torfigen und tonig-schluffigen Böden (Molinion caeruleae)                  | Pfeifengraswiesen                                     |
| 6430    |   | Feuchte Hochstaudenfluren der planaren und montanen bis alpinen Stufe                                               | Feuchte Hochstaudenfluren                             |
| 6510    |   | Magere Flachland-Mähwiesen (Alopecurus pratensis, Sanguisorba officinalis)                                          | Magere Flachland-Mähwiesen                            |
| 7210    | * | Kalkreiche Sümpfe mit Cladium mariscus und Arten des Caricion davallianae                                           | Kalkreiche Sümpfe mit Schneidried                     |
| 7230    |   | Kalkreiche Niedermoore                                                                                              | Kalkreiche Niedermoore                                |
| 9130    |   | Waldmeister-Buchenwald (Asperulo-Fagetum)                                                                           | Waldmeister-Buchenwald                                |
| 91E0    | * | Auen-Wälder mit Alnus glutinosa und Fraxinus excelsior (Alno-Padion, Alnion incanae, Salicion albae)                | Auenwälder mit Erle, Esche, Weide                     |

### Arteninventar
Folgende Arten von gemeinschaftlichem Interesse kommen im Gebiet vor:
| Bild                    | EU Code | * | Art                     | wissenschaftlicher Name     | Artengruppe           |
| ----------------------- | ------- | - | ----------------------- | --------------------------- | --------------------- |
| Bauchige Windelschnecke | 1016    |   | Bauchige Windelschnecke | Vertigo moulinisana         | Schnecken             |
| Kleine Flussmuschel     | 1032    |   | Kleine Flussmuschel     | Unio crassus                | Muscheln              |
| Helm-Azurjungfer        | 1044    |   | Helm-Azurjungfer        | Coenagrion mercuriale       | Libellen              |
| Spanische Flagge        | 1078    | * | Spanische Flagge        | Callimorpha quadripunctaria | Schmetterlinge        |
| Strömer                 | 1131    |   | Strömer                 | Leuciscus souffia agassizi  | Fische und Rundmäuler |
| Kammmolch               | 1166    |   | Kammmolch               | Triturus cristatus          | Amphibien             |
| Gelbbauchunke           | 1193    |   | Gelbbauchunke           | Bombina variegata           | Amphibien             |
| Bechsteinfledermaus     | 1323    |   | Bechsteinfledermaus     | Myotis bechsteinii          | Säugetiere            |
| Großes Mausohr          | 1324    |   | Großes Mausohr          | Myotis myotis               | Säugetiere            |
| Biber                   | 1337    |   | Biber                   | Castor fiber                | Säugetiere            |
| Grünes Besenmoos        | 1381    |   | Grünes Besenmoos        | Dicranum viride             | Moose                 |
| Gelber Frauenschuh      | 1902    |   | Gelber Frauenschuh      | Cypripedium calceolus       | Pflanzen              |

### Zusammenhängende Schutzgebiete
Folgende acht Schutzgebiete sind Bestandteil des FFH-Gebiets:
| Nr.                    | Name | Ort/e                                                         | Flächenanteil [%] | Bild |
| ---------------------- | --- | ------------------------------------------------------------- | ----------------- | ---- |
| LSG 4.35.031           | Bodenseeufer Bodenseeuferlandschaft mit kleinräumigen Wechsel von bewaldeten Kuppen, steilen Molassefelsen, Streuobst- und Wiesenflächen mit eingestreuten Äckern. | Daisendorf, Immenstaad, Meersburg, Salem, Uhldingen-Mühlhofen | 3                 |      |
| NSG 4.114 LSG 4.35.033 | Hepbacher-Leimbacher Ried Reste des ehemals großen Niedermoorkomplexes mit Schilfbereichen, Streuwiesenresten und Hochstaudenrieden sowie verlandenden Weihern als naturnaher Brut, Rast und Nahrungsraum für viele seltene, zum Teil vom Aussterben bedrohte Tierarten.                             | Friedrichshafen, Markdorf, Oberteuringen                      | 16                |      |
| NSG 4.227 LSG 4.35.037 | Lipbachsenke In ihrer Struktur noch weitgehend natürliche Bachaue des meist frei mäandernden Lipbachs mit anschließendem Sumpfwald, Wald- und Gehölzsaum sowie Lehmgrubengewässern („Heger Weiher“) als Lebensraum einer Vielzahl von gefährdeten und besonders geschützten Pflanzen- und Tierarten. | Friedrichshafen, Immenstaad                                   | 4                 |      |
| NSG 4.196 LSG 4.35.035 | Markdorfer Eisweiher Reste eines Niedermoorkomplexes als Lebensraum seltener, zum Teil vom Aussterben bedrohter Tier- und Pflanzenarten sowie als Standort einer typischen, artenreichen Streuwiesenflora.                                                                                           | Markdorf                                                      | 4                 |      |
| LSG 4.35.030           | Salem-Killenweiher Landschaft um den Schlossbezirk mit Killenweiher, Bifang-, Martins- und Markgräfinweiher sowie Teilen des Tüfinger Waldes und des Banzenreuter Waldes | Salem                                                         | 9                 |      |